# Жебар, Эмиль
Эми́ль Жеба́р (фр. Émile Gebhart, встречается написание Гебгарт; 19 июля 1839, Нанси — 21 апреля 1908, Париж) — французский историк искусства, писатель и литературный критик, член Французской Академии с 1904 года.

## Биография
Жебар родился в г. Нанси в семье торговца и члена Арбитражного суда Луи-Эжена Жебара. Его мать приходилась племянницей наполеоновскому генералу Антуану Друо. В семье были ещё два старших брата: один стал армейским генералом, второй — смотрителем лесных угодий.
Эмиль отучился в лицее города Нанси. Именно в школе он увлекся литературой, восхитившись сочинениями Шатобирана, затем окончил Французскую (археологическую) Школу в Афинах (École française d’Athènes).
По настоянию отца Жебар изучал право в Париже. Получив юридический диплом, в 1865—1879 годах являлся членом Коллегии адвокатов Нанси, уже будучи профессором словесности.
Параллельно с юридической учёбой Жебар прослушал курс истории литературы Сен-Марка Жирардена в Сорбонне. В возрасте 21 года (1860) подготовил и защитил докторскую диссертацию «О различных образах Улисса у древних поэтов» (De varia Ulyssis apud veteres poetas persona). В 1861—1862 годах Жебар побывал во Флоренции, Сиене, Риме, Неаполе и Палермо. В 1862—1865 годах преподавал во Французской школе в Афинах. При этом вёл образ жизни свободного художника.

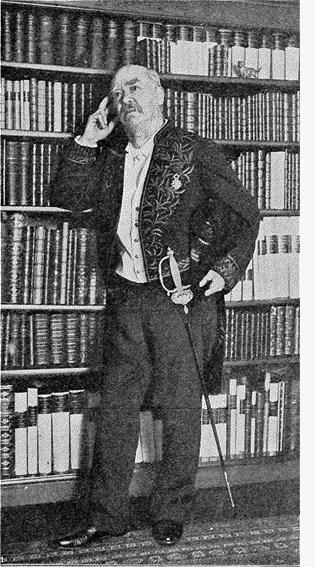
Эмиль Жебар в мундире академика

По возвращении из Греции Жебар назначается профессором иностранной литературы в Университете Лотарингии (Нанси), где занимается исключительно итальянской литературой. Начинает издавать многие свои монографии. После издания книги «Начала Возрождения в Италии» (Les Origines de la Renaissance en Italie, 1879) он становится признанным авторитетом среди историков искусства своего времени. В 1880 Жебар назначается профессором Сорбонны, где возглавляет кафедру литературы Южной Европы.